# Rüdiger Traub
Rüdiger „Rudi“ Traub (* 10. September 1968) ist ein ehemaliger deutscher Handballspieler und -trainer.

## Karriere
Traub begann in der DDR mit dem Handballspielen. Ab 1983 spielte er für den ASK Vorwärts Frankfurt und besuchte die Sportschule Frankfurt (Oder). Mit dem Verein wurde er 1989 zunächst DDR-Meister und stand kurze Zeit später im Finale des IHF-Pokals. Dort unterlag man allerdings TuRU Düsseldorf. Bis zur deutschen Wiedervereinigung absolvierte er 60 Junioren- und 16 A-Länderspiele für die DDR-Nationalmannschaft und wechselte 1990 zum Bundesligisten VfL Fredenbeck. 1994 stieg er mit dem Verein in die 2. Bundesliga ab. Als Zweitligist erreichte der Verein jedoch überraschend das Halbfinale des DHB-Pokals, wo Traub erneut eine bittere Niederlage gegen Düsseldorf hinnehmen musste. Dem TuRU-Nachfolgeverein HSV Düsseldorf unterlag man mit 16:17. In der Liga lieferte man sich ein Kopf-an-Kopf-Rennen um den Aufstieg mit dem TSV GWD Minden. Fredenbeck verpasste den Aufstieg um einen Punkt und Traub wechselte zum aufgestiegenen Rivalen aus Minden. In seinem fünften Jahr erreichte er mit der Mannschaft erneut das Pokal-Halbfinale, welches gegen die SG Flensburg-Handewitt deutlich mit 20:27 verloren wurde. Traub schloss sich dem Zweitligisten HC 93 Bad Salzuflen an, mit dem er im zweiten Jahr abstieg. Er blieb allerdings weitere vier Jahre in der 2. Bundesliga. Zunächst ein Jahr bei der HSG Augustdorf/Hövelhof, danach drei Jahre beim TuS Spenge. Von 2006 bis 2010 spielte er für den Landesligisten SG Bünde-Dünne. Die ersten drei Jahre davon als Spielertrainer. Danach beendete er seine Karriere.

## Erfolge
- DDR-Meister 1987 mit dem ASK Vorwärts Frankfurt/Oder (A Jugend)
- DDR-Meister 1989 mit dem ASK Vorwärts Frankfurt/Oder
- Vize-IHF-Pokalsieger 1989
- Platz 8 bei der WM 1990 mit der DDR-Nationalmannschaft

## Privates
Traub ist verheiratet und hat eine Tochter und einen Sohn. Er ist Geschäftsleiter des Bereichs E-Commerce eines Herforder Bekleidungsunternehmens.